# Żyrzyn (gmina)
Pour les articles homonymes, voir Żyrzyn.
Żyrzyn est une gmina rurale (gmina wiejska) du powiat de Puławy, dans la Voïvodie de Lublin, dans l'est de la Pologne.
Son siège administratif (chef-lieu) est le village de Żyrzyn, qui se situe environ 14 kilomètres (km) au nord-est de Puławy (siège du powiat) et 44 kilomètres au nord-ouest de la capitale régionale Lublin (capitale de la voïvodie).
La gmina couvre une superficie de 128,73 km2 pour une population de 6 588 habitants en 2006.

## Histoire
De 1975 à 1998, la gmina est attachée administrativement à l'ancienne voïvodie de Lublin.

Depuis 1999, elle fait partie de la nouvelle voïvodie de Lublin.

## Géographie
La gmina inclut les villages (sołectwa) de:

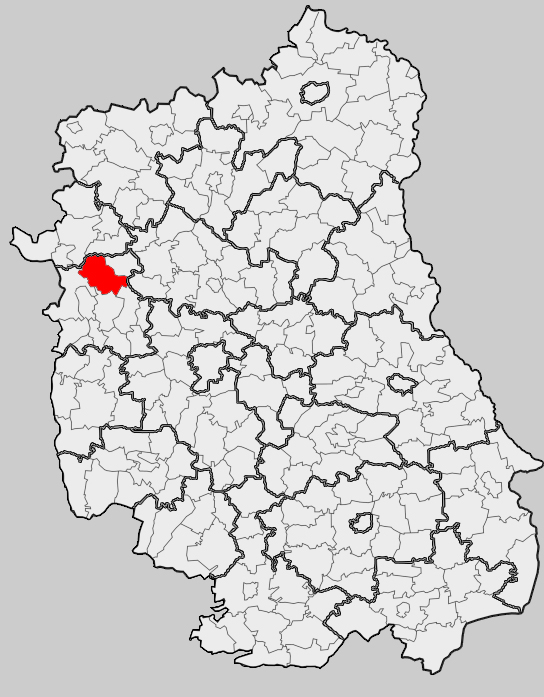
Position de la gmina dans la voïvodie

- Bałtów
- Borysów
- Cezaryn
- Jaworów
- Kośmin
- Kotliny
- Las-Grzęba
- Las-Jawor
- Osiny
- Parafianka
- Sachalin
- Skrudki
- Strzyżowice
- Wilczanka
- Wola Osińska
- Zagrody
- Żerdź
- Żyrzyn

### Gminy voisines
La gmina de Żyrzyn est voisine de:

la ville de :
- Puławy

et les gminy de :
- Abramów
- Baranów
- Końskowola
- Kurów
- Puławy
- Ryki
- Ułęż

## Structure du terrain
D'après les données de 2002, la superficie de la commune de Żyrzyn est de 128,73 kilomètres carrés, répartis comme telle :
- terres agricoles : 56 %
- forêts : 35 %

La commune représente 13,8 % de la superficie du powiat.

## Démographie
Données du 30 juin 2004 :
| Description        | Total  | Total | Femmes | Femmes | Hommes | Hommes |
| ------------------ | ------ | ----- | ------ | ------ | ------ | ------ |
| Unité              | Nombre | %     | Nombre | %      | Nombre | %      |
| Population         | 6 599  | 100   | 3 318  | 50,3   | 3 281  | 49,7   |
| Densité (hab./km²) | 51,3   | 51,3  | 25,8   | 25,8   | 25,5   | 25,5   |